# 슈브루 (앵주)
슈브루 (Chevroux)는 프랑스 오베르뉴론알프 앵주의 코뮌이다.
마을 이름은 염소를 뜻하는 갈리아어 단어인 'Gabros'에서 그대로 파생된 라틴어 단어 'Caprosium'에서 따왔다.

## 지리
부르캉브레스 아롱디스망에 르플롱주 캉통에 속해 있으며, 브레스 손 코뮌공동체의 일원이다.
브레스 지방 (사부야르브레스)에 속해 있으며, 마콩에서 북동쪽으로 12km, 부르캉브레스에서 북서쪽으로 29km, 리옹에서 북쪽으로 70km, 파리에서 남쪽으로 337km 떨어진 지점에 위치해 있다.
마을 내에는 두 개의 강이 가로지르는데 하나는 라페루즈강 (La Pérouse)으로 생쉴피스에서 발원하여 남북으로 마을을 가로지르고, 다른 하나는 쥐탄강 (Jutane)으로 레페야르디에르 (Les Paillardières)에서 발원하여 손강에 합류한다.

## 교통

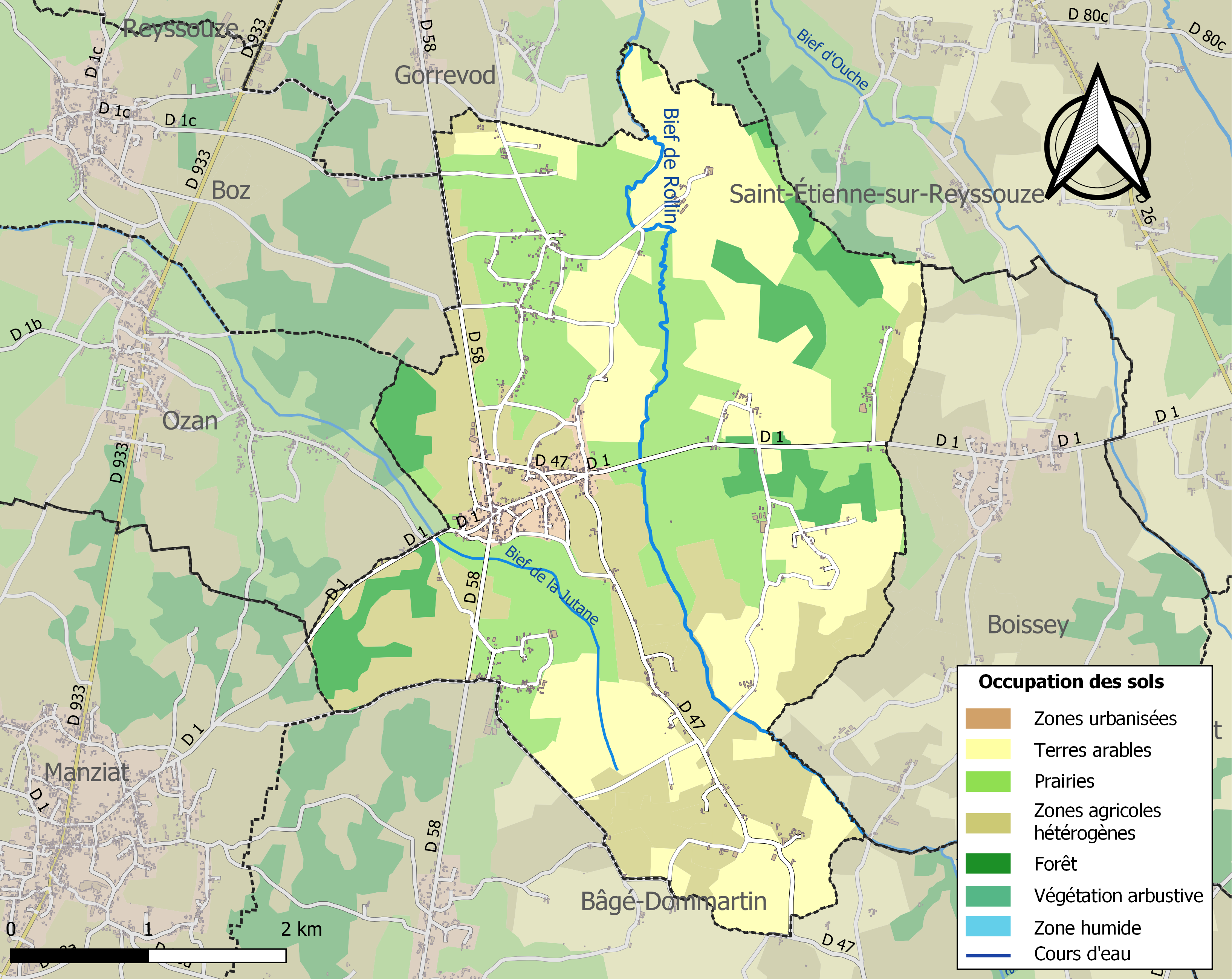
슈브루 코뮌 일대 교통로

코뮌 내 주요 도로망으로는 주도 (州道) 제58번 도로가 남에서 북으로 마을을 가로지른다. 이 도로를 타고 퐁드보를 지나 바제르샤텔, 바제라빌 방면으로 향할 수 있다.
동서로 가로지르는 도로로는 주도 제1번 도로가 아니에르쉬르손에서 쥐라산맥의 생타무르까지 이어지는 가운데 이 코뮌을 지난다. 서쪽으로 망지아, 부아세, 동쪽으로 생장쉬르레수즈로 향할 수 있다.
고속도로는 따로 없다.

## 역사
1032년 신성로마제국의 일원인 부르고뉴 왕국의 지배를 받게 되었다. 이곳의 성주들은 라부샤르디에르 (La Bouchardière)와 퀴르트트렐 (Curtetrelle)을 아우르는 성곽을 지어 마을을 방어하였다.
1247년 바제르노 (Bâgé Renaud) 영주가 사순절 기간 동안 늪지대를 정리하고 어업 활동을 할 수 있도록 큰 연못을 파도록 하였다. 이 연못은 이후 주민들의 의사에 따라 1860년부터 1865년까지 매립 작업이 이뤄져 지금은 흔적을 찾을 수 없다.
1601년 리옹 조약 체결로 프랑스-사보아 전쟁이 끝을 맺으면서 프랑스 왕국은 브레스, 뷔제, 발로메, 젝스 지역을 획득하였다. 슈브루 마을 역시 프랑스 왕국의 지배를 받으며, 부르고뉴 프로뱅스에 속하게 되었다.
1790년 코뮌으로 설치되었다.

## 인구
| 연도        | 인구 | ±% p.a. |
| ----------- | ---- | ------- |
| 1968        | 587  | —       |
| 1975        | 516  | −1.82%  |
| 1982        | 517  | +0.03%  |
| 1990        | 586  | +1.58%  |
| 1999        | 657  | +1.28%  |
| 2007        | 847  | +3.23%  |
| 2012        | 941  | +2.13%  |
| 2017        | 952  | +0.23%  |
| 출처: INSEE |      |         |

## 명소

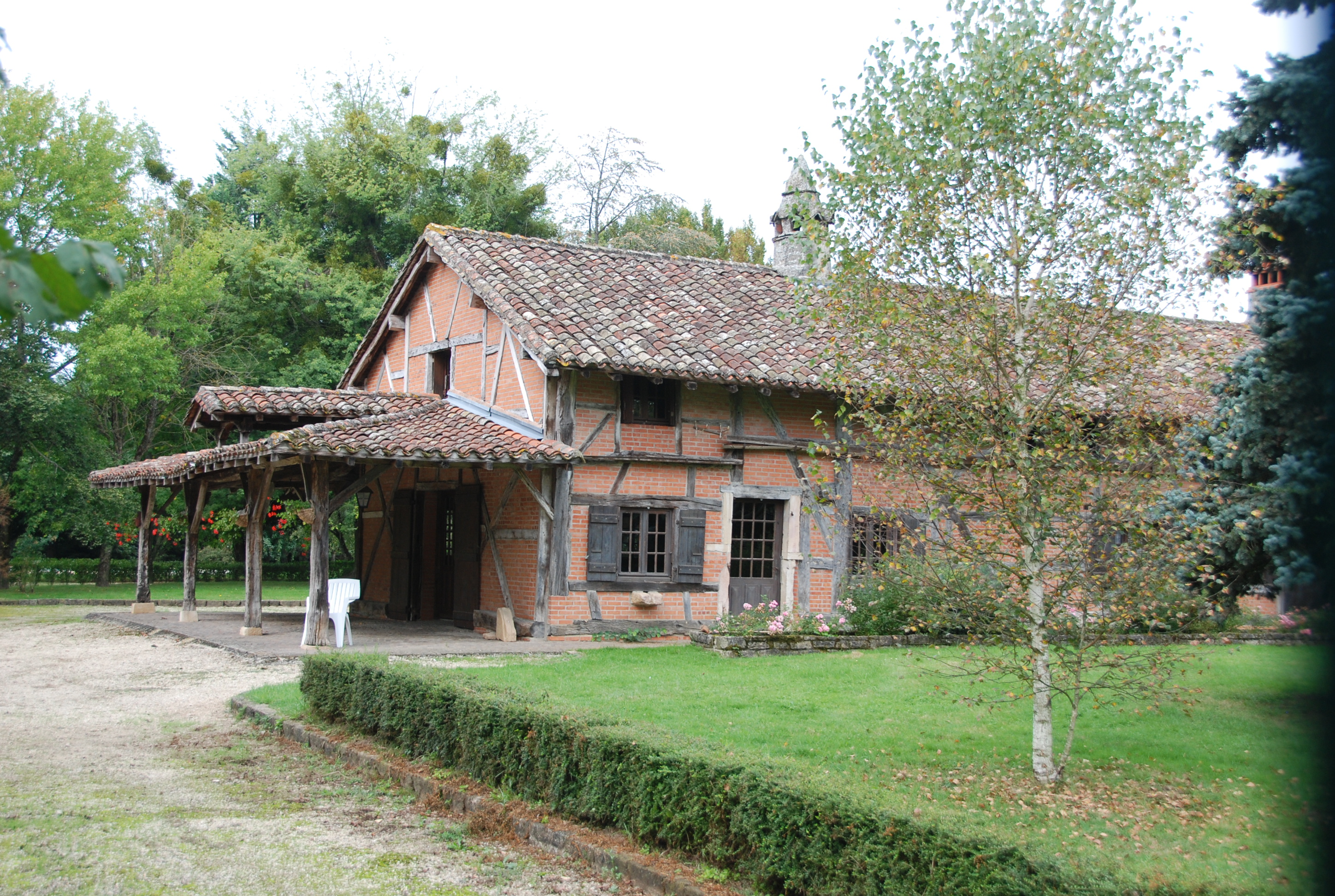
불리에르 농장

- 부샤르디에르 농장과 불리에르 농장 - 프랑스 문화재로 등재되어 있다.
- 몽 농장 (ferme du Mont) -  프랑스 문화재로 등재되어 있다.
- 생마르탱 교회 - 19세기에 다시 지은 로마네스크 양식의 교회.[3]

## 같이 보기
- 앵주의 코뮌 목록